# Disa celata
Disa celata é uma espécie de orquídea geralmente terrestre pertencente à subtribo Disinae. Esta espécie é originária do saul da Tanzânia a Angola. Trata-se de planta com raízes tuberosas vilosas de poucas ramificações e caule sem ramificações nem pilosidades, com folhas geralmente anuais, inflorescência também sem ramificações, flores de sépala dorsal galeada e pétalas oblongas, labelo sem calcar, e coluna sem apêndices proeminentes, com duas polínias.